# Stavropótamos
Stavropótamos (Stavropotamos) är en ort i Grekland.   Den ligger i prefekturen Nomós Kastoriás och regionen Västra Makedonien, i den norra delen av landet, 300 km nordväst om huvudstaden Aten. Stavropótamos ligger 704 meter över havet och antalet invånare är 173.
Terrängen runt Stavropótamos är huvudsakligen kuperad, men norrut är den bergig. Runt Stavropótamos är det ganska glesbefolkat, med 23 invånare per kvadratkilometer. Närmaste större samhälle är Kastoria, 11,3 km väster om Stavropótamos. Omgivningarna runt Stavropótamos är en mosaik av jordbruksmark och naturlig växtlighet.